# Christelijk Lyceum Delft

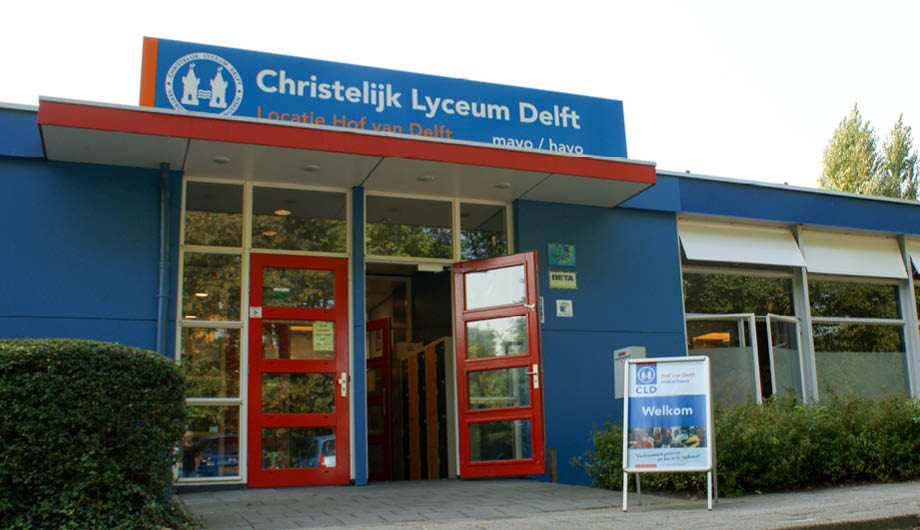
CLD locatie Hof van Delft (mavo en havo)

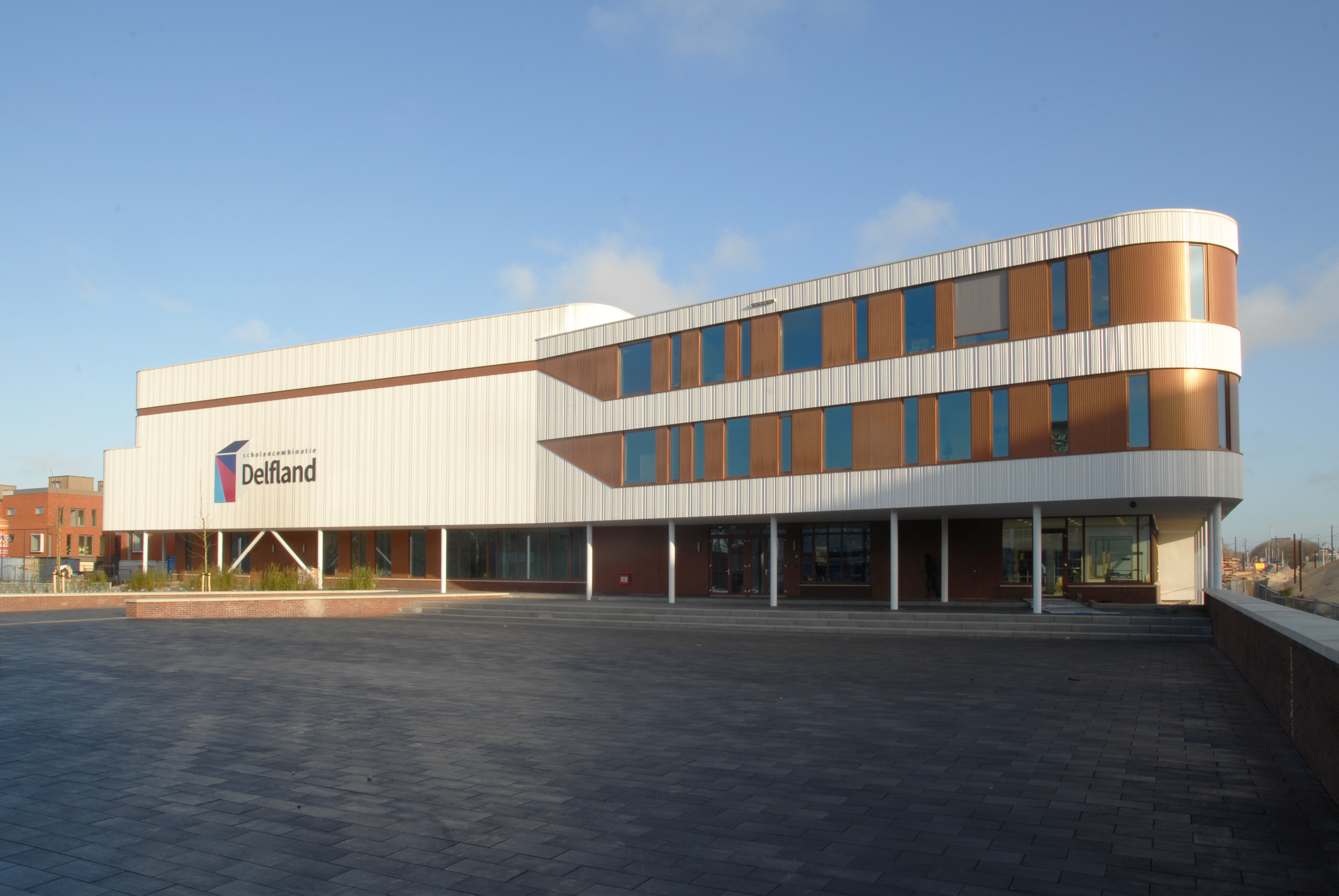
CLD locatie sc Delfland (beroepsgerichte leerwegen)

Het Christelijk Lyceum Delft (CLD) is een in 1948 opgerichte, protestants-christelijke scholengemeenschap in de gemeente Delft, in de Nederlandse provincie Zuid-Holland. 
Gestart werd in de villa 'Bimini' aan de Delftweg. Het CLD fuseerde in 1994 met het Hof van Delft-college en het Delfland-college. Deze bestaan voort als vestigingen van het CLD. De drie vestigingen zijn het Molenhuispad (havo/vwo), Hof van delft (mavo/havo) en sc Delftland (vmbo-gl/kbl/bbl).  In totaal zijn er meer dan 2400 leerlingen en zo'n 200 medewerkers, verspreid over drie locaties. De school heeft sinds 2003 een band met de school Pré-Universitario in Estelí (Nicaragua).

## Bekende oud-leerlingen
- Shelly Sterk, presentatrice
- Jody Bernal, zanger
- Peter Blok, acteur
- Janke Dekker, actrice
- Anna Enquist, schrijfster
- Wim Hazeu, schrijver
- Ronald van Assen, schrijver
- Jan Hoek, bestuurder
- Marjo van der Knaap, neurologe
- Tineke Lodders, politica
- Ard van Peppen, voetballer
- Jan Timman, schaker
- Johan Voskamp, voetballer
- Roel van Velzen, muzikant
- Mariska Hulscher, presentatrice
- Tanja Klip-Martin, politica

## Bekende oud-docenten en rectoren
- Antoon Veerman, rector